# Pulau Marore
Pulau Marore är en ö i Indonesien.   Den ligger i provinsen Sulawesi Utara, i den nordöstra delen av landet, 2 400 km nordost om huvudstaden Jakarta. Arean är 1,7 kvadratkilometer.
Terrängen på Pulau Marore är lite kuperad. Öns högsta punkt är 112 meter över havet. Den sträcker sig 2,1 kilometer i nord-sydlig riktning, och 1,8 kilometer i öst-västlig riktning.